# Izs motorok
Az Izs (cirill betűkkel: Иж) szovjet, majd orosz motorkerékpár, amelynek modelljeit 1933–2008 között gyártotta Izsevszkben az Izsevszki Gépgyár (IzsMZ, vagy IZSMAS). A márkanév az Izs folyó nevéből származik. Az első tervek 1928-ban készültek el Izsevszkben, majd a következő években több modellt is készített az Izsevszki Fegyvergyár motorkerékpár részlegénél, a nagy sorozatú gyártás azonban csak csak 1933-ban indult el.

## Főbb modellek

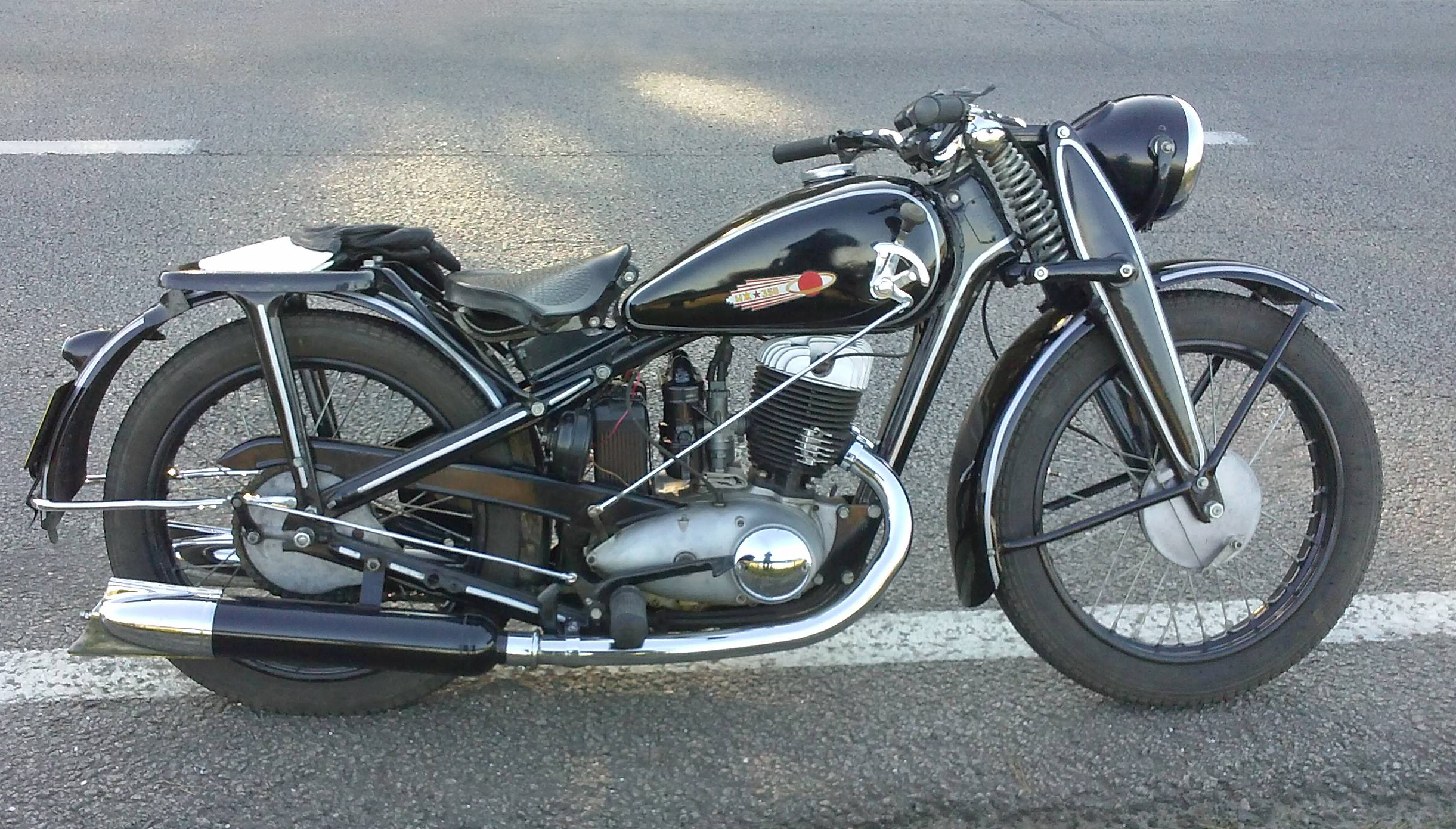
Izs 350, a DKW alapokra való átállás utáni első motorkerékpár

### Izs 350
Ez volt az első, első német alapokra (DKW NZ 350) helyezett motorkerékpár, a széria első járműve.

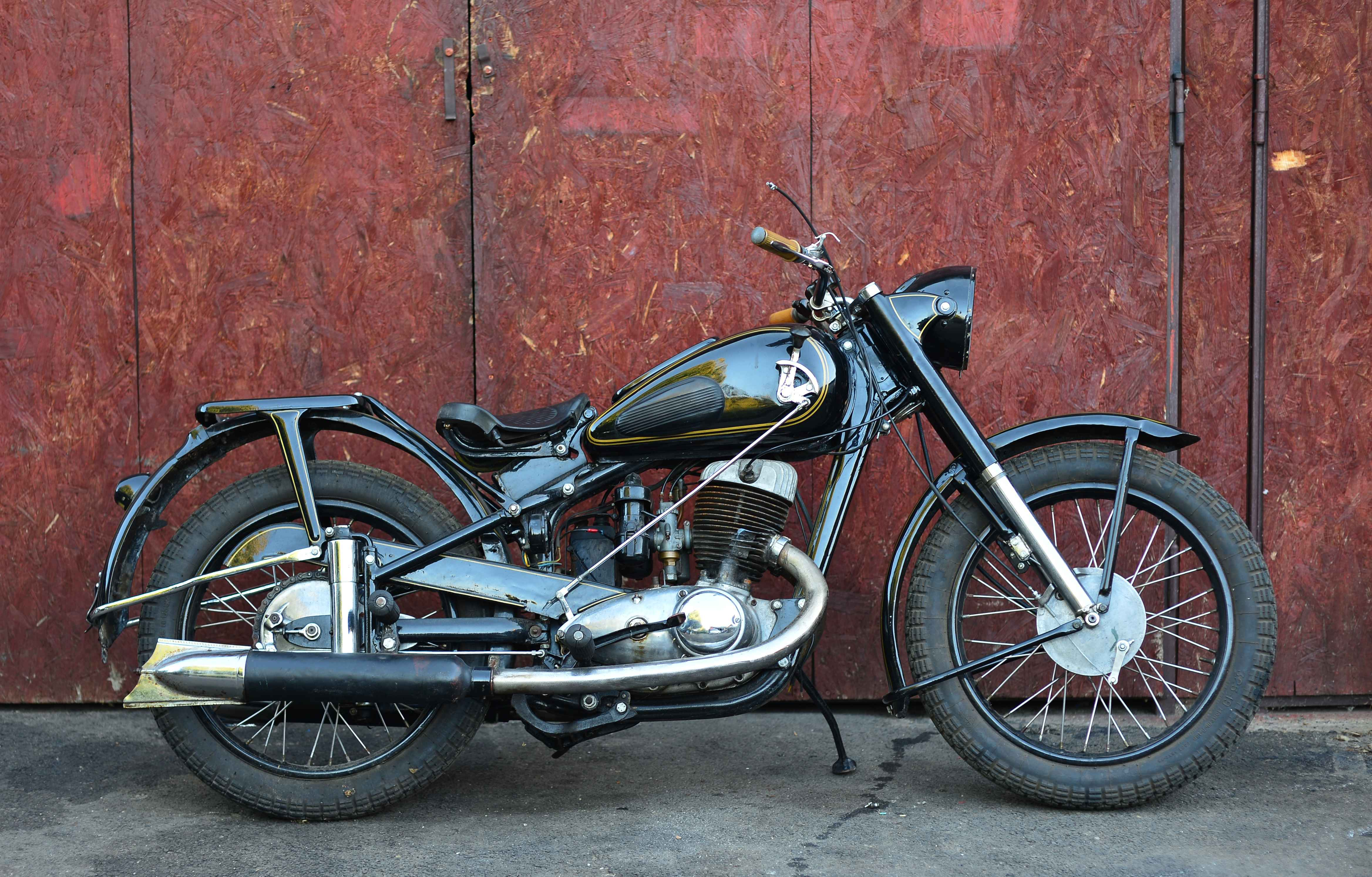
Izs 49, felújítás után

Nem voltak jelentős, látványos fejlesztések az 1930-as évek elején rendkívül népszerű  DKW lemásolása után, azonban lényeges módosításokat hajtottak végre, szinte minden alkatrészen. Több alkatrészen egyszerűsítettek, például acél blokktestről alumíniumra váltottak. Egyszerűsödött mindkét sárvédő, letisztult a blokk dinamó oldala, változott a lámpa, a kilométeróra helye, blokkon belüli alkatrészek módosultak, stb.
Összevetve az eredeti DKW és Izs gyártmányokat, elsőre a legtöbb alkatrész egyformának tűnik. Pontos összehasonlításkor azonban feltűnő technológiai és akár méretkülönbségek is előfordulnak. A Különbségek elsősorban nem a minőséget érintik, hiszen például maga az Izs gyártmányú váltó egyértelműen örök darab. 70-80e km-el fennmaradt példányokat megvizsgálva, sincs jelentős kopás. Több évtized vizes környezetben való tárolás után is felhasználhatóak az alkatrészek. A különbségek leginkább a kovácsolás technológiájában, a lemezmegmunkálásban volt. A váltóban vannak fogaskerékpárok, amelyek látszólag azonosak az előd DKW alkatrészeivel, azonos fogszám mellett, más átmérővel rendelkeznek. Emiatt mégsem cserélhetőek fel, de például szemköztes párban cserélve, kifogástalanul beépülhet az Izs alkatrész, egy DKW váltóba. Gyakran használják DKW javításhoz alkatrészforrásnak az Izs 350 és 49 modelleket. Emiatt találhatunk mára számos kevert "restaurációt", úgy néz ki mintha 1950 előtti DKW motorkerékpár lenne, ennek ellenére részletesen megvizsgálva "félig" Izs látható. Természetesen ezek a hibák általánosan elférnek egy háborús vagy dokumentum filmben, falunapon, hagyományőrző csoportokban. Ennek egyik oka, hogy a háborús jóvátételben rengeteg kész alkatrészt is elvittek az orosz katonák. Ezek az alkatrészek bekerültek az összeszerelő sorokra, pontos adat nincs róla, nem dokumentálták az alkatrészek keveredését.
Az Izs350 modellnél még a német előddel azonos vas hengereket használtak, ami anyaga miatt hajlamos volt a túlhevülésre, illetve nagy volt a hőtehetetlensége és a fizikai tömege is. Mai szemmel tekintve, elképesztően lassan történtek a fejlesztések. A henger hibájára kb.csak 1955-56 között hoztak megoldást, de kisebb változtatások mellett, az már kitartott a következő 30 évben.
A fennmaradt források szerint 1946-1951 között összesen 126 297 db példány készült.

### Izs 49

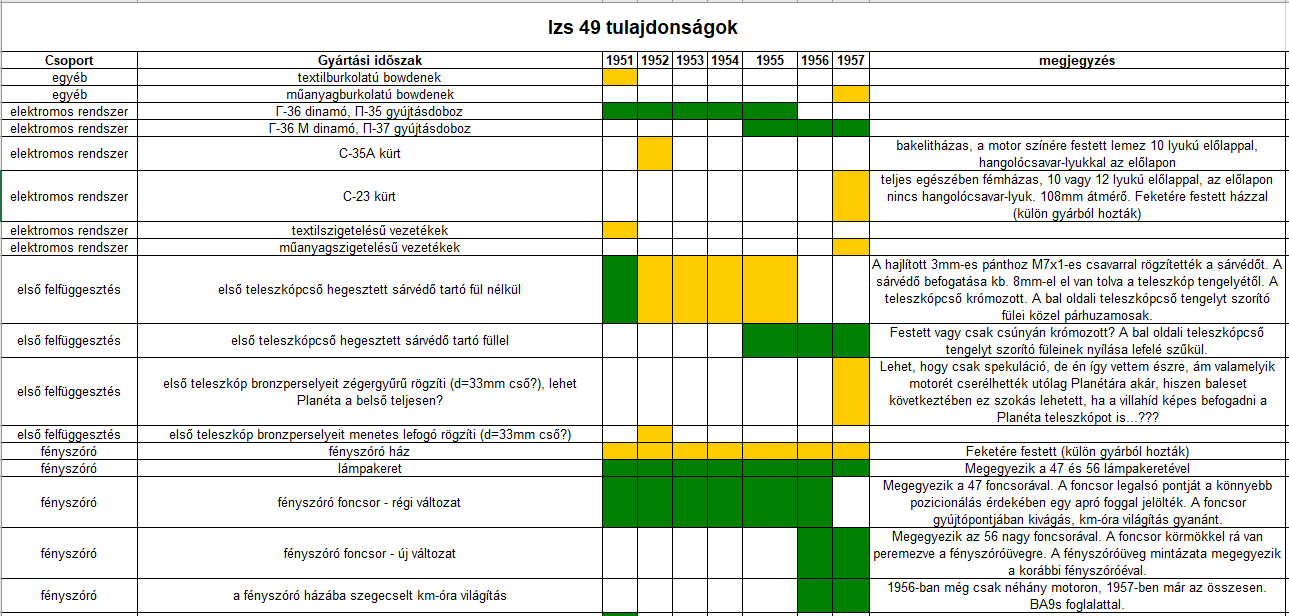
Izs49 tulajdonságok, évenkénti bontásban: elektromos rendszer, első futómű, fényszóró

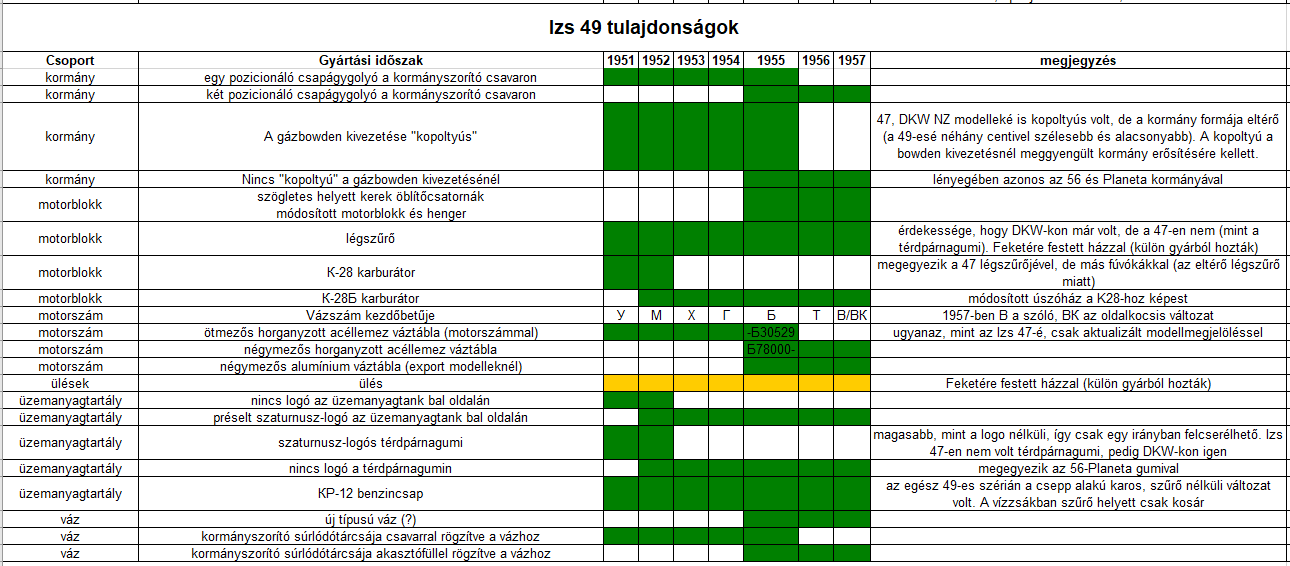
Izs49 tulajdonságok, évenkénti bontásban: kormány, motorblokk, motorszám, üzemanyagtartály, váz

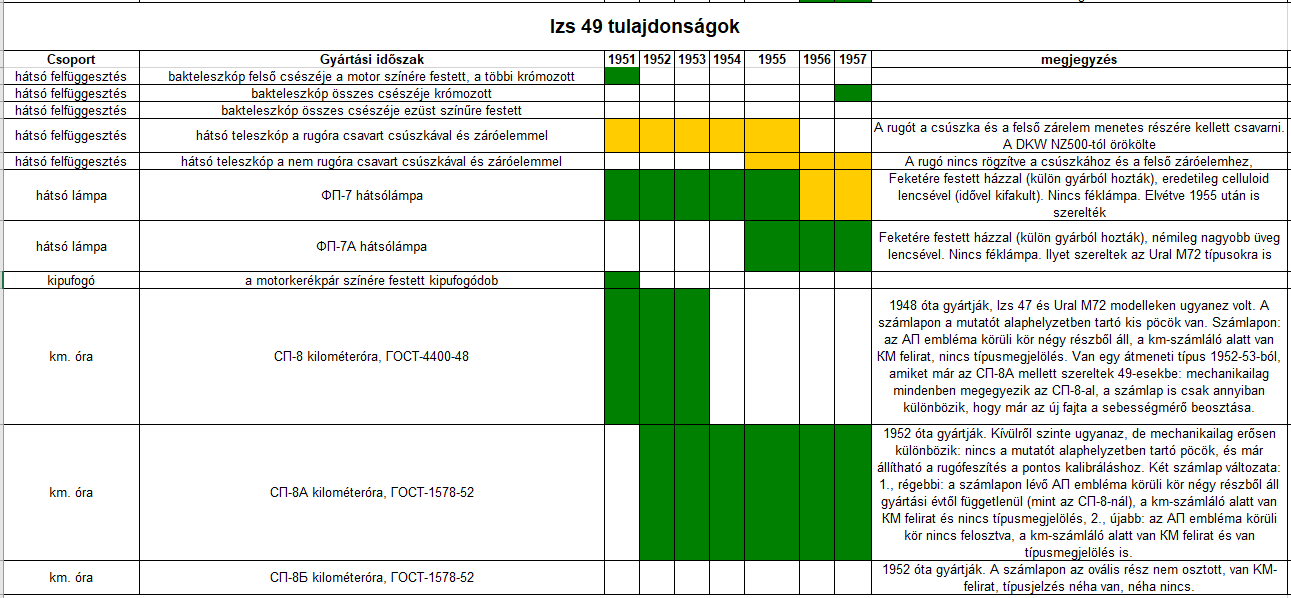
Izs49 tulajdonságok, évenkénti bontásban: hátsó futómű, kipufogó, km. óra

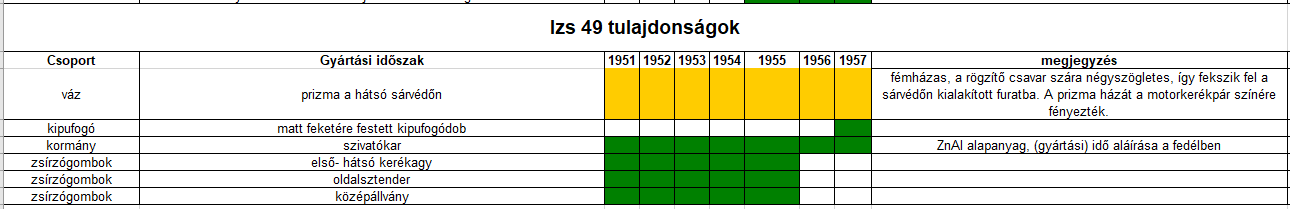
Izs49 tulajdonságok, évenkénti bontásban: váz, kormány, zsírzógombok

Az előző típus néhány jelentős tervezési hibával küzdött. Ezeknek a hibáknak, főleg a futóműre vonatkozó részeit, az előző 5-6 éves modellciklusban felismerték, áttervezték a mérnökök:
- hátsó futómű, a merev vázból rugós, úgynevezett bakteleszkóp lett. Töredékére csökkent a váztörések mennyisége, de a modellciklus végére sem szűnt meg a jelenség. A váz, megmaradt lemezből sajtolt, hegesztett alapokon. A fennmaradt vázak szinte kivétel repedezettek, de javítható. Sok vázon látszódik a korabeli javítás, erősítő vasalás nyoma.
- a legnagyobb horderejű változás itt történt. Megalkották a becsúszószáras első futóművet, amelynek olajcsillapítása volt. Annyira sikeres volt a szerkezet, hogy a külső változtatások ellenére, a nyolcvanas évek Planeta 3 motorjaiba is ezeket szerelték. A Mai napig motorozható ez a futómű, 80–90 km/h tempóig használható aszfalton. Természetesen ebben az időben, földút, makadám, macskakő volt a leggyakoribb terep.
- Az egyszerű direkt légszűrő helyett felkerült egy cirkulációs szűrő, amely már kevesebb karbantartást igényelt. Alapvető működése a nyomásesésen alapult, a levegőben lévő por, a porkamrába esett. Elegendő volt lecsatolni a légszűrő alsó részét a tisztításhoz.
- változott a lábváltó, gumis burkolatú lett az egyszerű bordás vasból, könnyebbé téve a váltást és jelentősen kímélte a motoros lábbelijét.
A fennmaradt források szerint 1941-1957 között összesen 507 603 db példány készült.

### Izs 56
Orosz mérnöki fejlesztés, a régi DKW alapokból.
Orosz mérnöki fejlesztéssel kijavították a maradék technológiai hibát, de a fejlesztések hoztak magukkal néhány újabbat is.
A rengeteg előny mellett, néhány igen jelentős hibát hozott a széria:
- hátsó kerék kiszerelése. Igazán bosszantó lett kiszerelni a hátsó kereket egy defekt vagy gumicsere miatt. A motort vagy fel kell emelni pl. csörlővel vagy el kell fektetni vízszintesen, hogy a hátsó kereket ki lehessen venni.
Erre nem gondoltak a mérnökök, sokkal később, 1962-ben a Planeta szériában kínáltak használható megoldást.
- a blokk jobb oldali deklijét, pl egy lánccsere miatt nem lehetett egyszerűen lecsavarozni, le kellett bontani hozzá a jobb oldali kipufogót. Jelentősen lelassította a munkát, hiszen forró kipufogóval nem lehet dolgozni.
- áttértek egy jóval nagyobb, lemezagy alapú kerékre. Alig van koncentrikus, jó fékkel rendelkező példány. Lényeges volt a fékhatás növekedés az elődhöz képest, de mai szemmel megmosolyogtató. A műszaki vizsgák leggyengébb pontja.
- nincs még index a motorokon
- szériatartozék lett a hátsó féklámpa, gyárilag így szerelték
- nincs még féklámpa visszajelző az első fékről, 1980 előtt nem is foglalkoztak ezzel.

#### "0" széria, kis darabszámban fennmaradt, több átmeneti modellel, 1957
Nagyon rövid ideig volt jelen a gyártásban, az alapoktól eltekintve, több ponton láthatóan egyedileg, kézi módon szerelték össze, sablon nélkül. A kezdeti néhány apró hibától eltekintve, elképesztően jól reagálták le az előző modell hibáit. A régóta jelenlévő vázrepedést egyszer, s mindenkorra megszüntették. Nulláról tervezett acél csővázat kapott a motor. Ez a csőváz elkíséri a motorkerékpárt a Planeta 4 végéig, ugyan kisebb változásokon átesett, de a lényegi forma és anyag, tökéletesen bevált:
- megmaradt az Izs49 röpsúlyos gyújtása és dinamója, de áttértek a NEGATÍV fémtestre, eddig akku POZITÍV sarun volt a váz.
- a váltóházban egy csúszóérintkező adta az ÜRES lámpa jelét
- alumínium hengert készítettek, homoköntéssel, egy belső acélhüvely köré. Néhány példányon látszik a pontatlanság, a durva homok nyoma.
- hosszú, függőleges rögzítésű szívócsonkot kapott a motor
- áttervezték a légszűrőt, nagyon formás darab lett belőle, külön téli-nyári üzemmódváltót kapott.
- bowdenes hátsóféket készítettek, később ezt kivezették, a sáros-poros utakon, el tudott tömődni és megszorult.
- új, nagy felületű lemez kerékagyat kapott, új fékpofákkal. Sokkal jobb lett a fékhatás az elődhöz képest.
- a sofőr ülésrögzítés átalakult, de maradt az előző nyereg, egyszerű gumilap, rugós felfüggesztéssel
- az utas kapott egy fél szivacsülést, lényeges kényelmet biztosítva ezzel, az előző szivacs nélküli gumilaphoz képest.
- új sárvédők elöl és hátul egyaránt, sokkal jobb védelmet biztosítva a sár és víz ellen.
- új bilux kapcsoló, Planeta 3 modellekig kitartott, végleges verzió
- lámpabúrába épített gyújtáskapcsoló és visszajelzőlámpák
- hátsó lengővilla oldalsó fülekkel rendelkezett, alig néhány példát lehet látni. Gyártástechnológiai változás miatt, térhettek át az alsó fülekre. Planeta 3 végéig kitartott az újítás.

#### Korai széria, a mai napig az egyik legkedveltebb a gyűjtők között, 1958–1959
A fennmaradt motorok vizsgálatából úgy tűnik, hogy ebben az időszakban jött ki, ez a jellemzően azonos kinézetű széria:

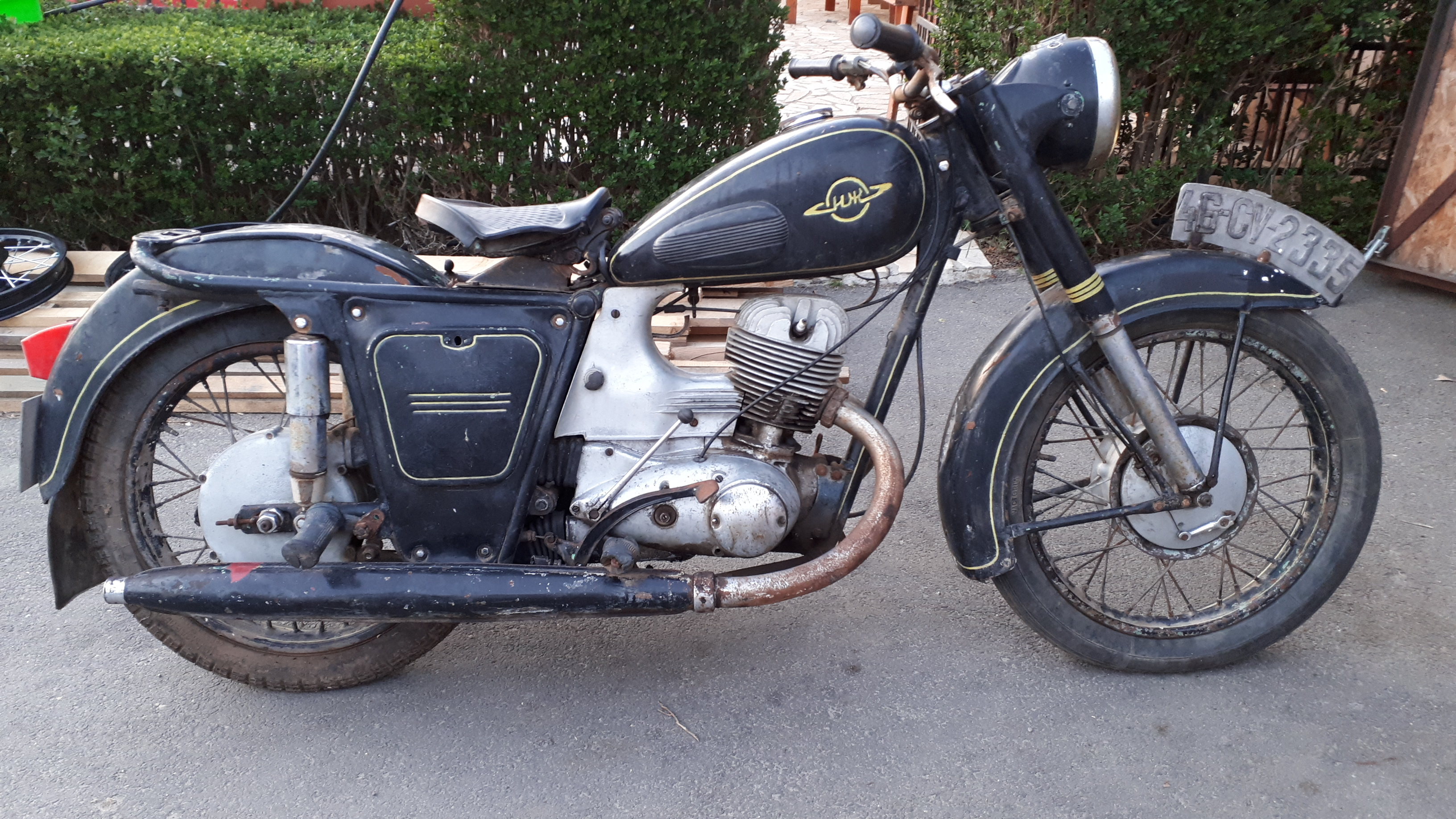
Izs 56 korai típus, a hátsó lámpa Planeta 2 típusról származik

- a henger, bordás oldalsó ablakkal rendelkezik
- K-28Д típusú karburátorral, rövid- és hosszúnyakú szívócsonkkal is megjelent
- hátsófék bowdenes elrendezésű
- nagy fényszóróház, azonos az előző Izs49 modellével, de már a lámpabúrában voltak a visszajelzőlámpák
- speciális, Izs-56-féle gyújtáskapcsoló hengeres kulccsal, szögletes címerrel
- СП-8А km-óra
- km-hajtás a motorblokkból áll ki
- első sárvédő a teleszkópcsövön
- oldaldoboz 3 csíkos
- Lemez kipufogó, ez a fajta nem volt bontható, nem szétszedhető. Emiatt idővel eldugult
- lengőnyereg+puff utasülés
- kézi váltó kihajtás a blokk jobb oldalán megmaradt
- 56 hengerfej, csak erre a típusra jellemző. Javítottak az előző széria 4 csavaros rögzítésén, egyletesebben lett elosztva a teher, 6 db csavar áll ki a hengerből.

#### Utolsó 56 széria, a motorkerékpár folyamatosan áttért a következő típusba, 1960–1962
Nem volt éles váltás, vélhetően az alkatrészek fogyásával tértek át Planéta szériába. A fennmaradt motorok vizsgálatából arra lehet következtetni, hogy 1960-62 között jött ki ezzel a felszereltséggel.
Érdekes, hogy a fennmaradt modellek leginkább Magyarország és Románia területéről származnak. A belpiacos modellek gyakran krómozás nélkül, csak horganyzással lettek felületkezelve.
Szériajelleg alapján, 1962-ben lezárult az Izs56 modellciklusa. Bevezették a módosított váz hátsónyúlványt, új szivacsülést kapott, egybeszerelve a hátsó sárvédővel. Az új szimmetrikus hengerfej pár százalékkal jobb nagyobb felületű lett
és megjelent az új "buborék" tank, pár literrel nagyobb hatótávot biztosítva. Ezzel már hivatalosan is kijött az új modell, a Planeta.

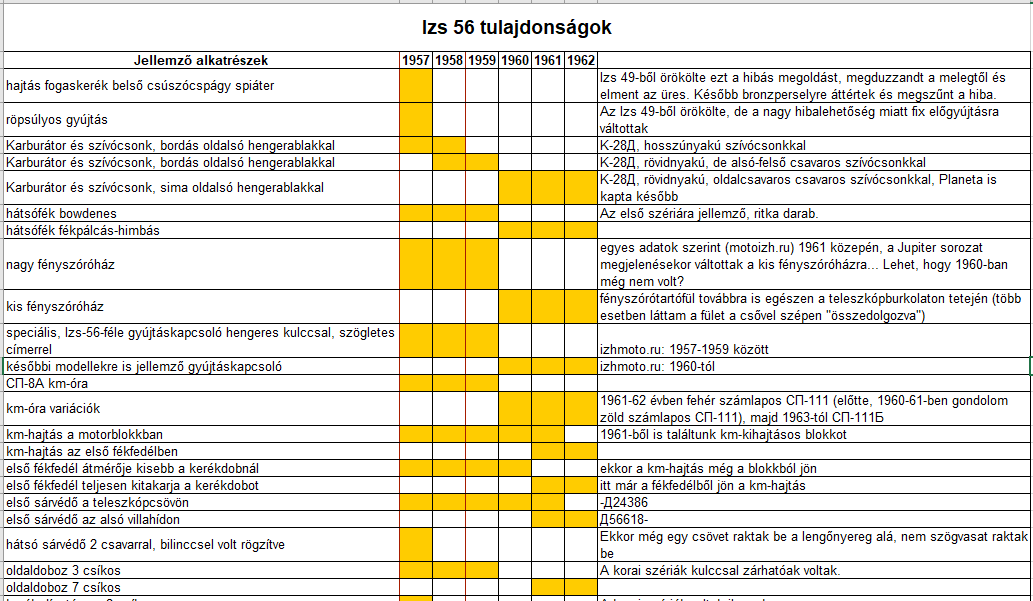
Izs56 tulajdonságok

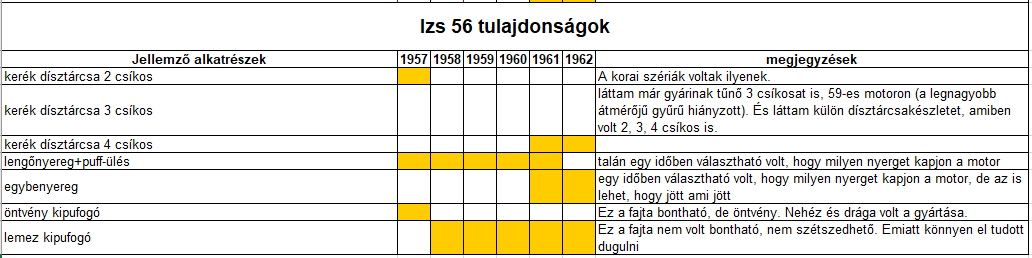
Izs56 tulajdonságok 2

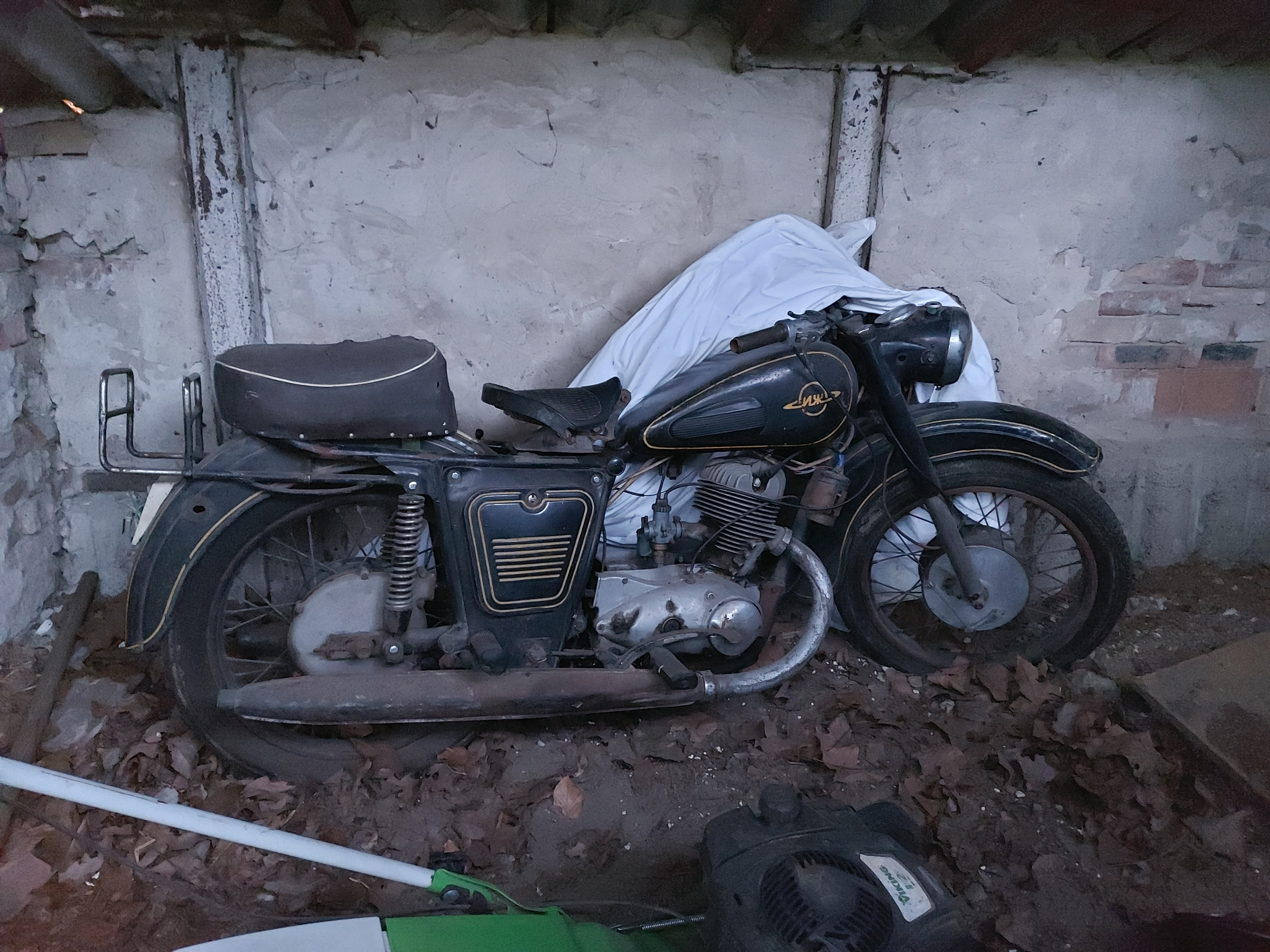
Izs 56 kései széria, nyereg és teljes szivacsüléssel is megjelent. Kis lámpabúrával és Planeta sárvédővel jött ki a gyárból. A hivatalos modellnév nem változott 1962-ig

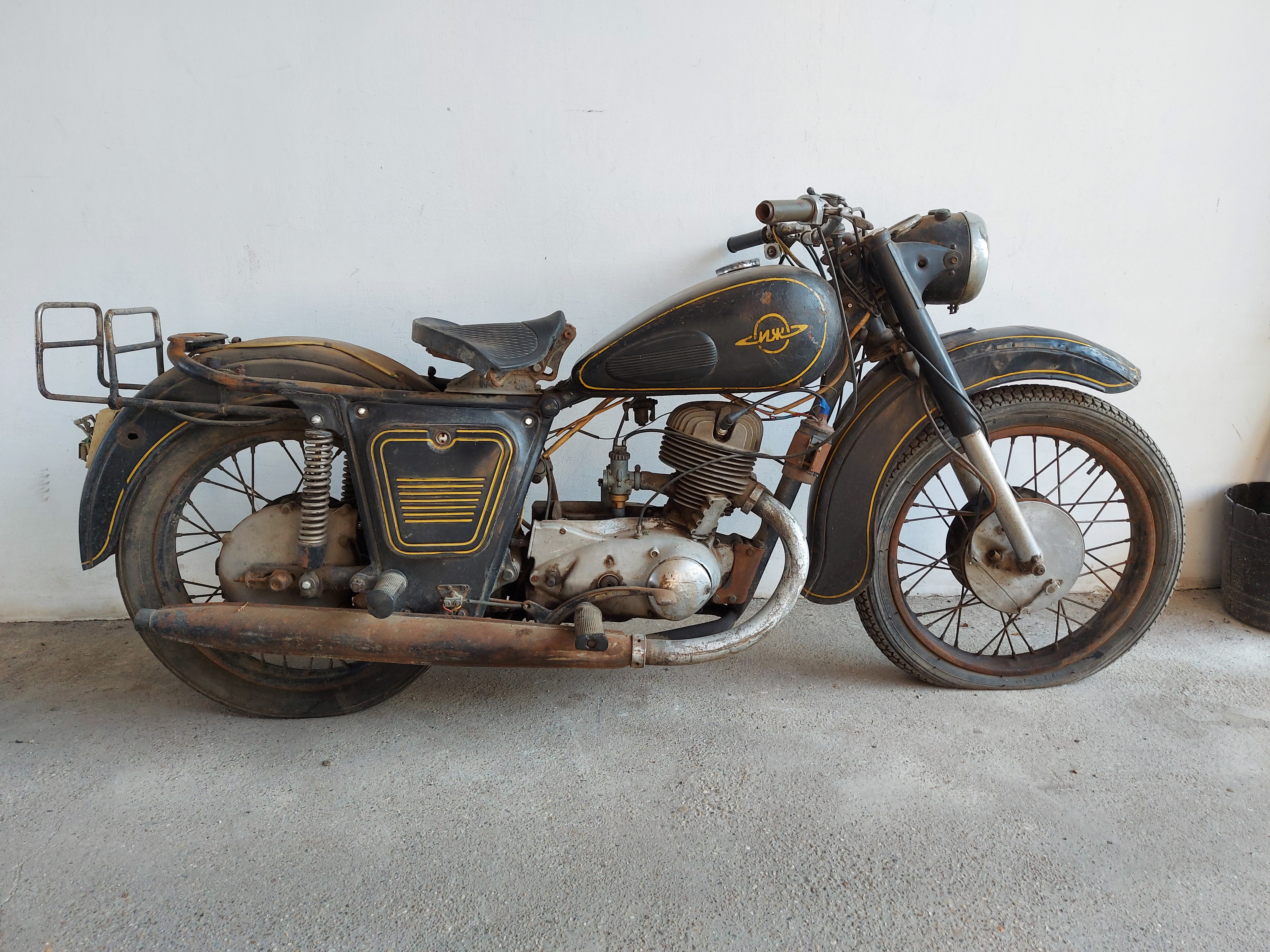
Ugyanaz a motor, variálva az ülésekkel. Gyári pontokon lehet rögzíteni, nem igényel átalakítást

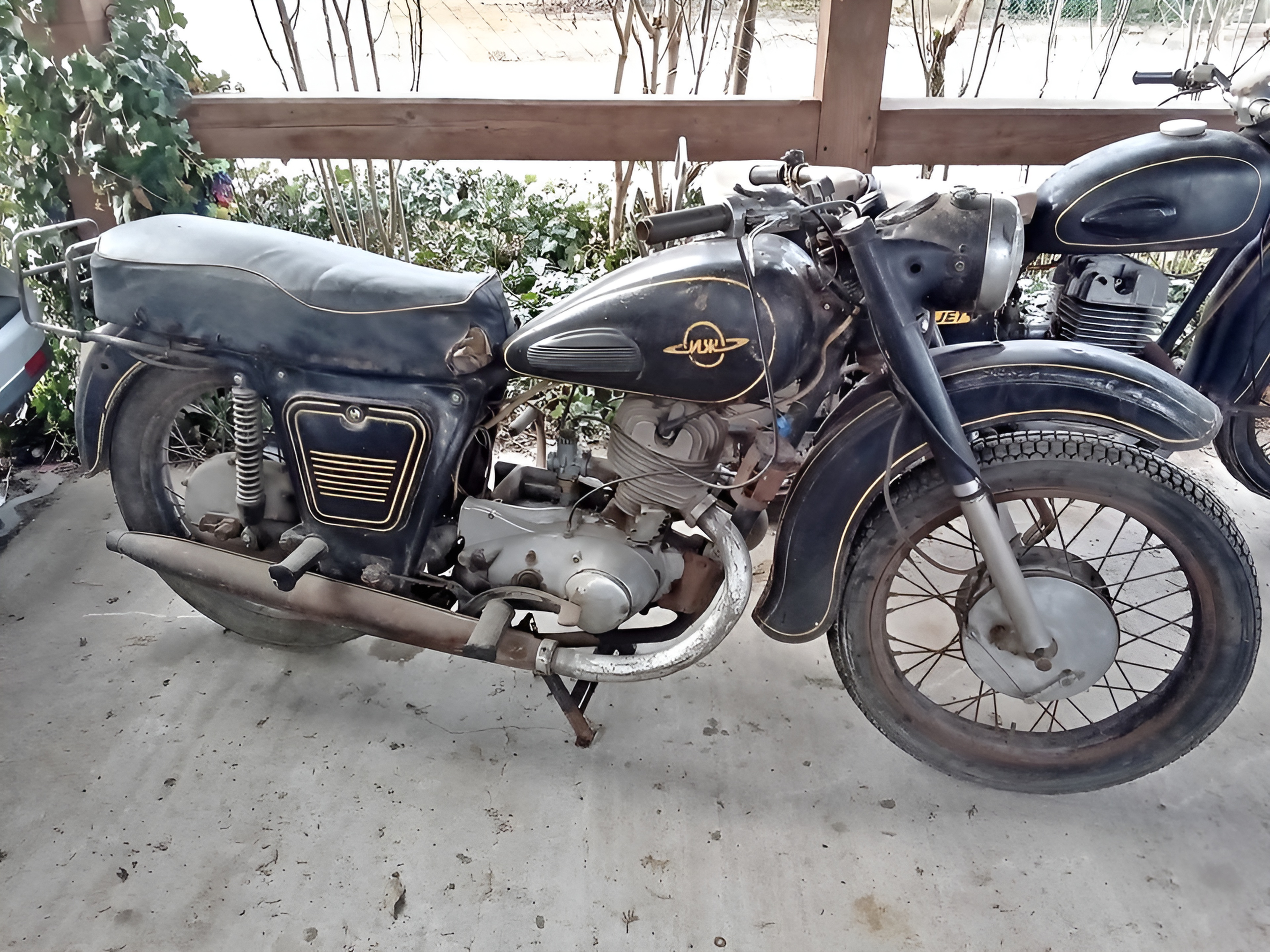
A fenti 56-os, teljes nyeregüléssel. Mindhárom képen ugyanaz a motor van, mégis teljesen máshogy mutat az ülések miatt. A gyűjtők általában a régi, nyeregüléses verziót részesítik előnyben. Motorozni viszont a szivacsülés sokkal alkalmasabb, hosszabb távon is kényelmet biztosít

### Izs Planeta, 1962–1966
Szépen lassan átment az 56 Planetába. Attól a ponttól datáljuk az új típust, ahogy a váz hátsó nyúlványa eltűnt, és rákerült a kétszemélyes szivacsülés, hozzárögzített sárvédővel. Ezzel ki is lett javítva a legnagyobb hiba, vagyis a motor oldalra döntése nélkül, középállványon, ki lehetett venni a hátsó kereket. Valami őrület volt 56-on hátsó defektet javítani. Oldalra kellett fektetni a motort vagy csörlővel felemelni.Köszönet a tervezőknek!
Újítások az utolsó 56 szériához képest:
- az ülés formája kicsit változott és hozzá rögzült a hátsó sárvédő.
- kézi váltókar hossza csökkent, szép lekerekített, szinte hasztalan, de emblematikus alkatrésszé változott.
- váz hátsó nyúlvány nyitott lett.
- váltó fogaskerék áttétel 1-1 foggal változott valamikor, nem teljesen tisztázott az időpont.
- olajtükrős légszűrő váltotta a cirkulációs szűrőt.
- kapott pár literrel nagyobb, buborékosabb tankot. Sikeres lett a tank, még a Planeta 3 első szériát is ezzel szerelték.

### Izs Planeta 2, 1966–1970
Az új széria megannyi jelentős apróságban változott, és lett belőle egy nehéz, nem túl sportos, de agyonüthetetlen széria.
Újítások a Planeta szériához képest:
- alumínium kerékagy váltotta a lemez verziót. Immár érdemi fékhatást nyújtott
- lámpabúra keret, szép shildes jelent meg.
- ekkorra már teljesen eltűnt a kézi váltó, átalakult a jobb oldali dekli.
- kapott egy nagyobb áteresztőképességű kipufogót
- megjelent a K36 karburátor, 1mm fúvóka mérettel. Jelentősen nagyobb teljesítményt adva ezzel a motornak.
- új hátsólámpa jelent meg

#### - különleges kivitelű motorok
- Felvonulási piros. Talán inkább mém volt, de megjelent a hahun egy felújított P2 motorkerékpár, az eladója szerint "Felvonulási" széria. Nem tisztázott körülmények között, a jármű 10 éven belül, 3 széria alkatrészeiből lett összerakva. Biztosan nem korabeli válogatás volt.
- Szódás, áruszállító oldalkocsis MKP

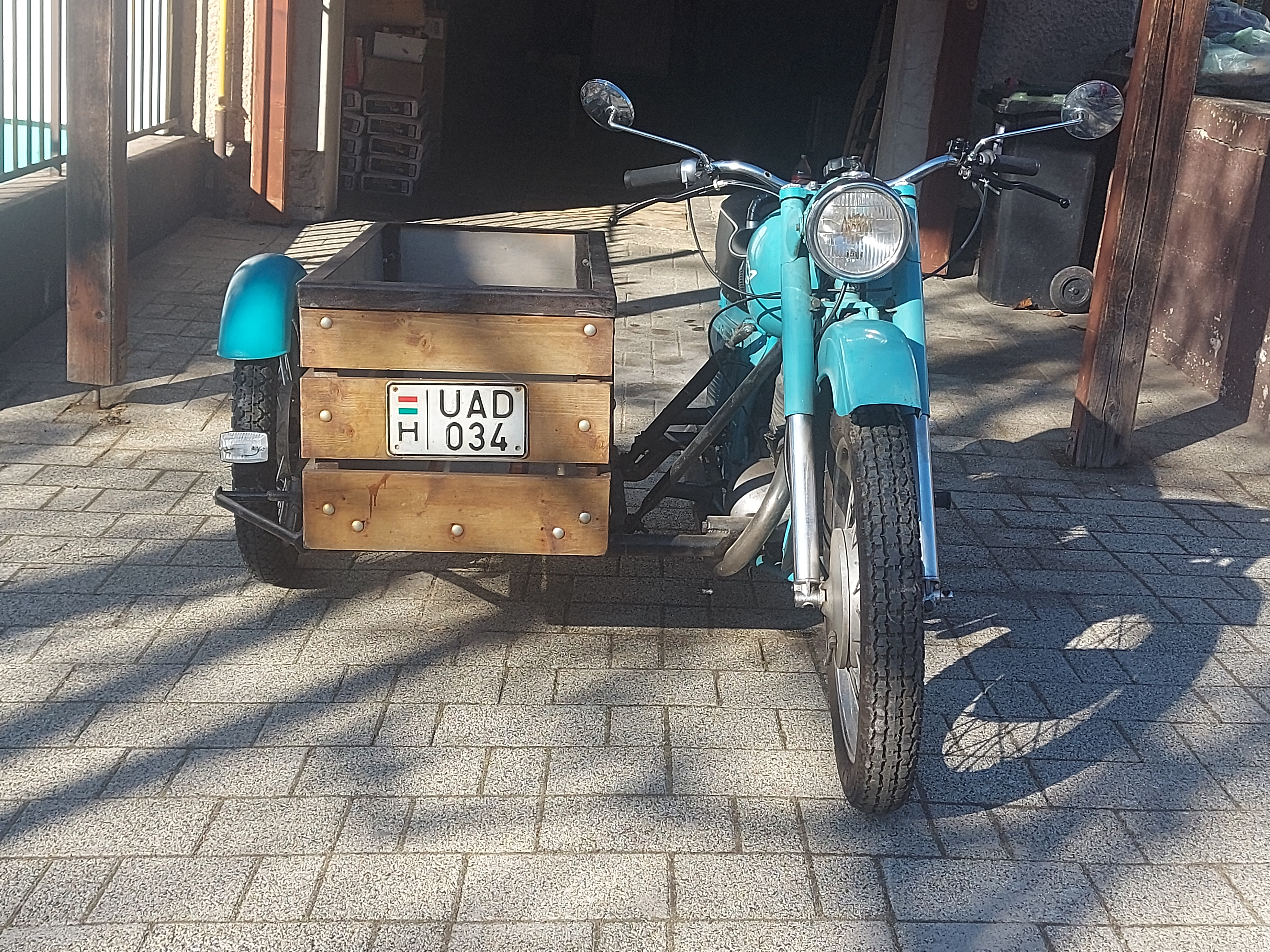
Izs Planeta 2, szódásmotor

### Izs Planeta 3, 1971–1978
Több szériája volt, jelentős külső, megjelenést érintő eltérésekkel. Pl. a Bulgáriában fennmaradt Planeta 3 modellek, szinte kizárólag Planeta 2 tankkal láthatóak. Arról nincs adat, hogy ezeket így szállították, esetleg a tulajok szerelték át a kerekded, régi típusú tankot.

## Műszaki részletek, megoldások, eredeti alkatrészek pótlása, cseréje

### Izs 56, Planeta motorok feszültségszabályzása

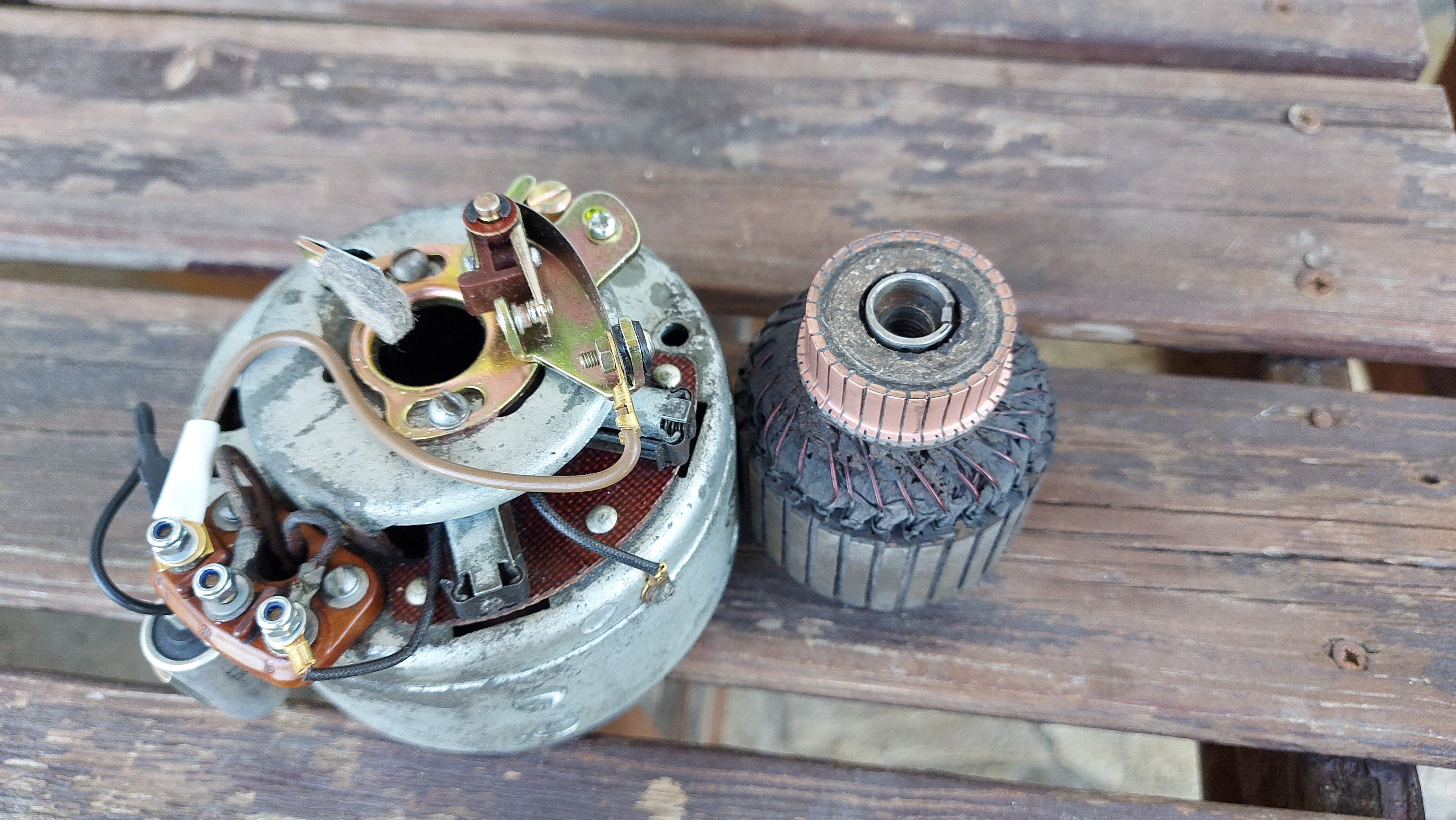
Izs 56 és Planeta 6V dinamó

Az elv, végtelenül egyszerű, 2 vezetéken oldja meg a rendszer a töltést. A tervezés alapja, hogy a maximális töltés valahol a 60-90%-os terhelési tartományban jön meg.
A teljes töltés sem tud 8-9V fölé menni, de a feszszabályzó gondoskodik róla, hogy 7,4 fölé nem mehessen a feszültség. Alapjáraton és alacsony fordulatszám mellett, előfordulhat az elégtelen töltés.
Az oldalkocsis motoroknál szinte nem is alkalmas hosszútávon a világítás megtáplálására a gyári dinamó. A gyártáskor nem is volt szempont, hiszen nem kellett folyamatosan világítani a motorral.
A jogszabályok, a balesetek csökkentése érdekében, mára kiterjesztették a kötelező világítást nappali menet mellett is. Ez a technika még nincs rá felkészülve.

#### A gyári megoldás PP1
A működési elv: A gyújtáskapcsoló elfordításakor szikrakész lesz a motor. Berúgás-beindulás után, elkezd forogni a forgórész. Az állórész feszültség alá kerül, felépül a mágneses tér, a forgórészen feszültség indukálódik.
Amennyiben minden működik, megjelenik a fehér vezetéken a töltés. Amennyiben felszalad a töltés, túl magas lesz, a feszszabályzó lekapcsolja a gerjesztést. Összeomlik a mágneses tér, leesik a forgórészen gerjedő feszültség.
Ahogy az alsó érték alá 4,5V környékére ér a feszültség, a feszszabályzó reléje csattan, visszakapcsolja a feszültséget és újra lesz töltés.
Igazából ez nem is szabályzott feszültség, inkább csak egy adott tartományban ki-be kapcsoló feszültség. Az alternatív megoldások mind a valódi szabályzott, lehetőleg egyenletes 7,2V előállítására irányulnak.
Sokkal hatékonyabb lenne egy egyenletes töltés, mint a vibráló-pulzáló 6V körüli feszültség. Emiatt a legtöbb digitális multiméter, nem is tudja megmérni a töltés feszültségét. Mérni igazából egy átlagot tudnak, az akkumulátoron, mert az kisimítja a töltés lüktető egyenfeszültségét.
Elektronikai szemmel egy agyrém az egész, nincs köze a precíziós, stabil feszültséghez. Mai szemmel ezt a tulajdonságot várnánk el, de a gyári relés megoldások messze nem tudják.
Mindemellett hihetetlen, de 50 éven túl is működik ilyen tulajdonságok mellett.

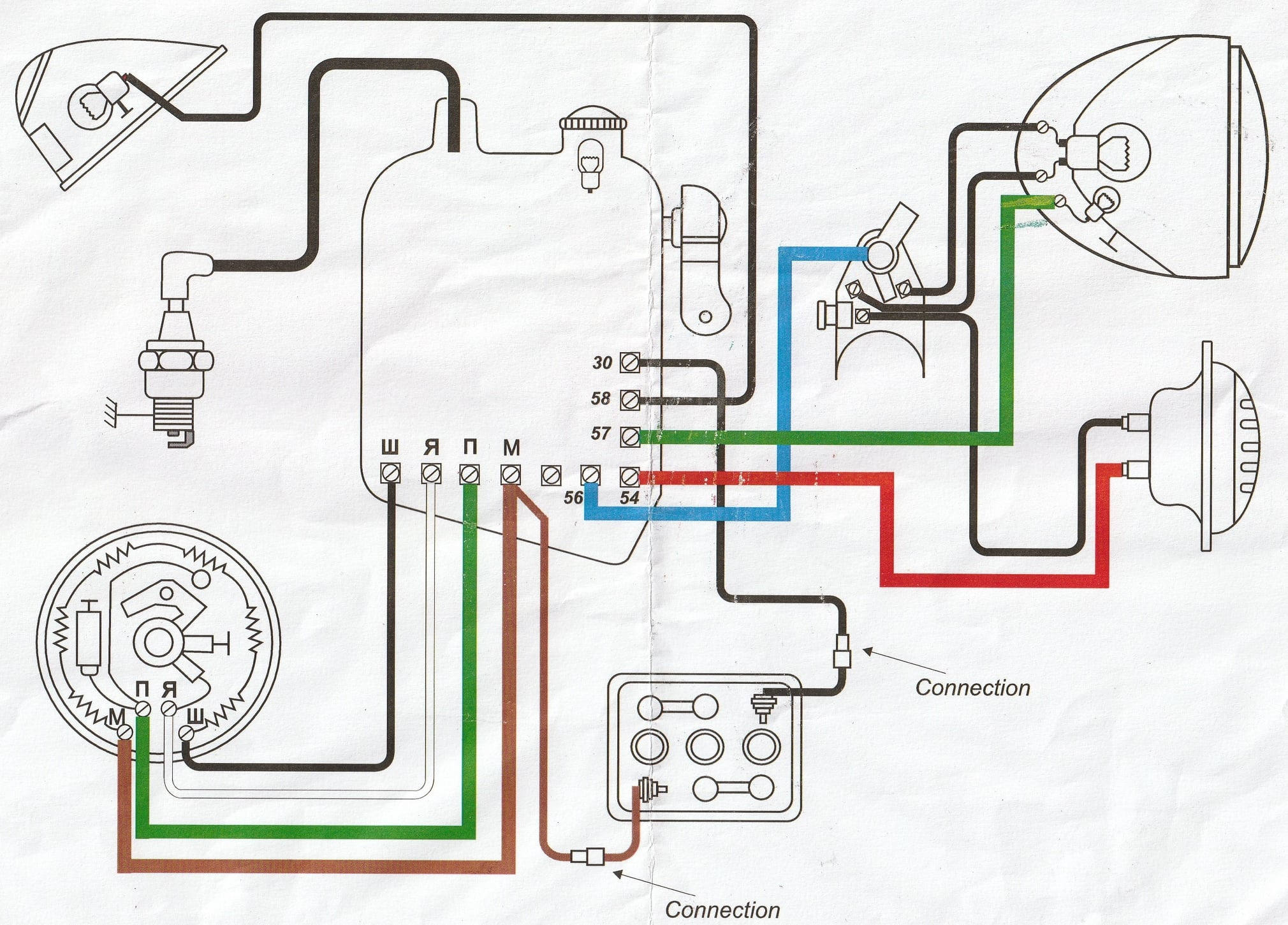
IZS 49 kapcsolási rajz

#### A feszültségszabályzó és a dinamó gyorstesztje

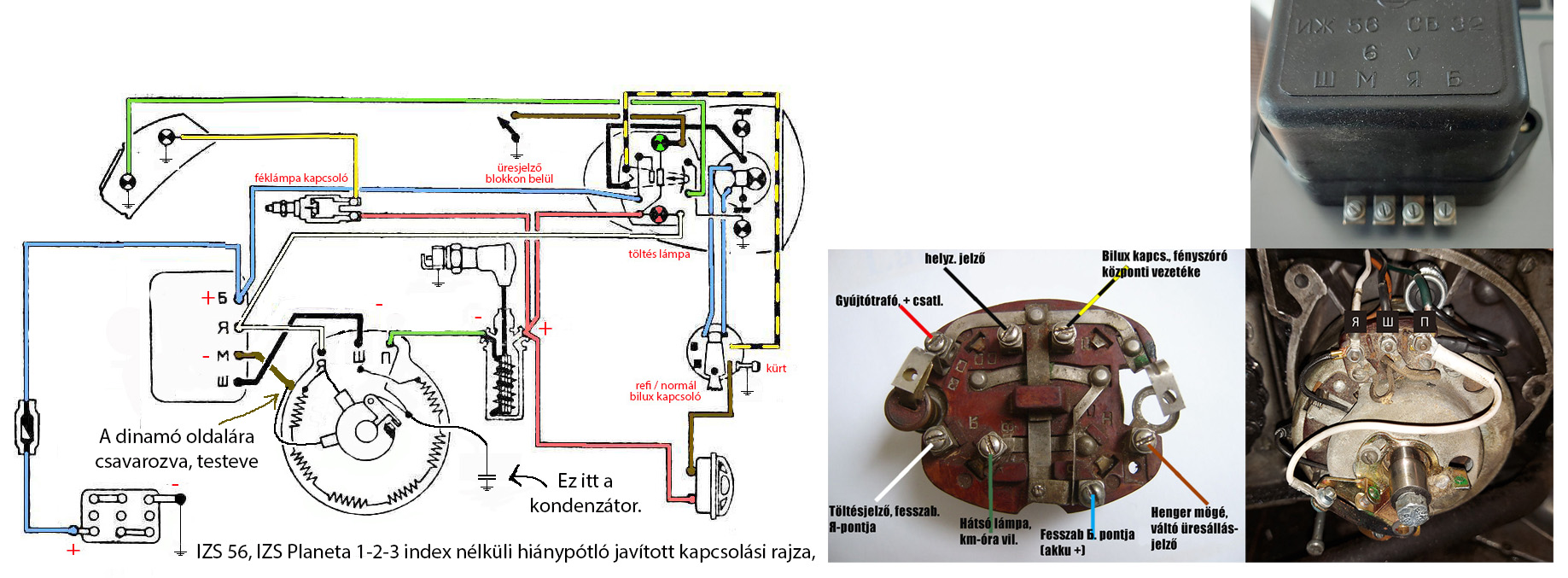
Izs56 és Planeta kapcsolási rajz.

Amennyiben egyik pillanatról a másikra elmegy a töltés, pár lépésben ki lehet deríteni a hiba okát.
- lámpabúrában a gyújtáskapcsoló ellenőrzése, ki tudnak lazulni azok a pici kábelrögzítő csavarok. Érdemes néha ellenőrizni, legalább műszaki előtt, kétévente.
- töltés izzó gyújtáskor világít? Az elrendezés jellegzetessége, hogy kiégett töltés izzó mellett, nem működik a motor töltése. Ezen az izzón keresztül kap pozitív feszültséget a dinamó. Ha beindulás előtt nem világít a töltés, az hibát jelent.
- a leggyakoribb hiba, a szénkefék nem érintkeznek, elkoptak, felkenődtek. Meg kell mozgatni a keféket a rugóúton, kicsit csattintani, megfeszíteni, elengedni. Féktisztítóval megfújni a kommutátort, a forgórész érintkezőjét.
- ha a fentiek rendben vannak, de nincs töltés, akkor le kell kötni a kapcsolási rajz szerinti FEKETE, gerjesztés vezetéket Ш a feszszabályzóról, és a dinamó sorkapcsára ideiglenesen akku testet kell kötni. Ha jó a dinamó (forgó-állórész), akkor meg kell jelennie a teljes töltésnek, amit az adott fordulaton tud a motor. Ha megjelenik a töltés, akkor a feszszabályzóban (vagy az odavezető vezetékekben) van a hiba.
- ha ekkor sincs töltés, igyál egy sört, és keress egy hozzáértő szerelőt!

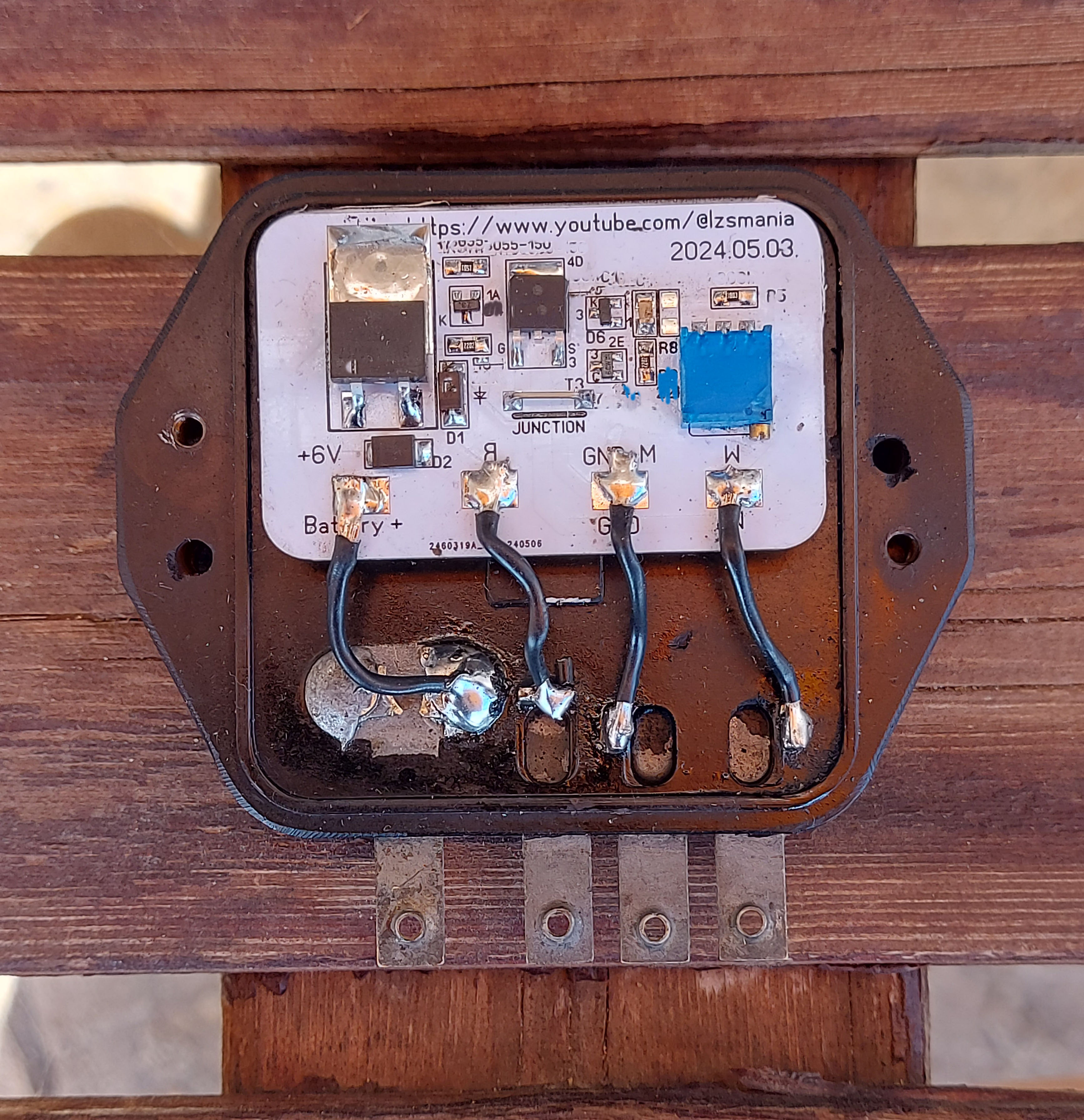
Planeta és 56 fesszabályzó, beépíthető a gyári dobozba.

#### Evosec elektronikus feszültségszabályzó Magyarországról, a gyári relés helyett
Az üresjárati áram felhasználása 0mA, álló helyzetben nem meríti az akkut. Eddig ez a legjobb érték az elektronikusok között!
Jelenleg többféle méretben és formában létezik. Teljeskörűen beépíthető az Izs 56 és Izs Planeta -1-2-3 PP01 dobozba.
A termékvariációk itt érhetőek el: https://www.vatera.hu/listings/index.php?us=papkalaci

#### Evosec elektronikus feszültségszabályzó Izs49 modellekhez
Lehetséges alternatíva a relés feszszabályzó helyett ez a gyári dobozba tervezett elektronika.
Bekötése gyakorlatilag megegyezik a gyáriéval. Óriási előnye, a 0A üresjárati áramfelvétel.

### Főbb jellemzők
- Gyári csatlakozási pontok: A gyújtásdoboz gyári csatlakozási pontokkal rendelkezik, amelyek pontosan illeszkednek az IZs 49-350 és Moszkva K55 modellekhez. Ez megkönnyíti a telepítést és biztosítja a stabil kapcsolatot a motor elektromos rendszerével.
- Töltési feszültség: A gyújtásdoboz 7 volt feletti töltéssel működik, amely elengedhetetlen a motor optimális működéséhez. Ez a feszültségszint biztosítja a megfelelő energiaellátást, így elkerülhetők a gyújtási problémák.
- A gyújtáskulcs nem kivehető, talán ez az egyetlen eltérés a gyári megoldáshoz képest.
- A gyújtáskulcsnak 3 állása van:
  - felső állás, gyújtás
  - középső állás, kikapcsolt állapot

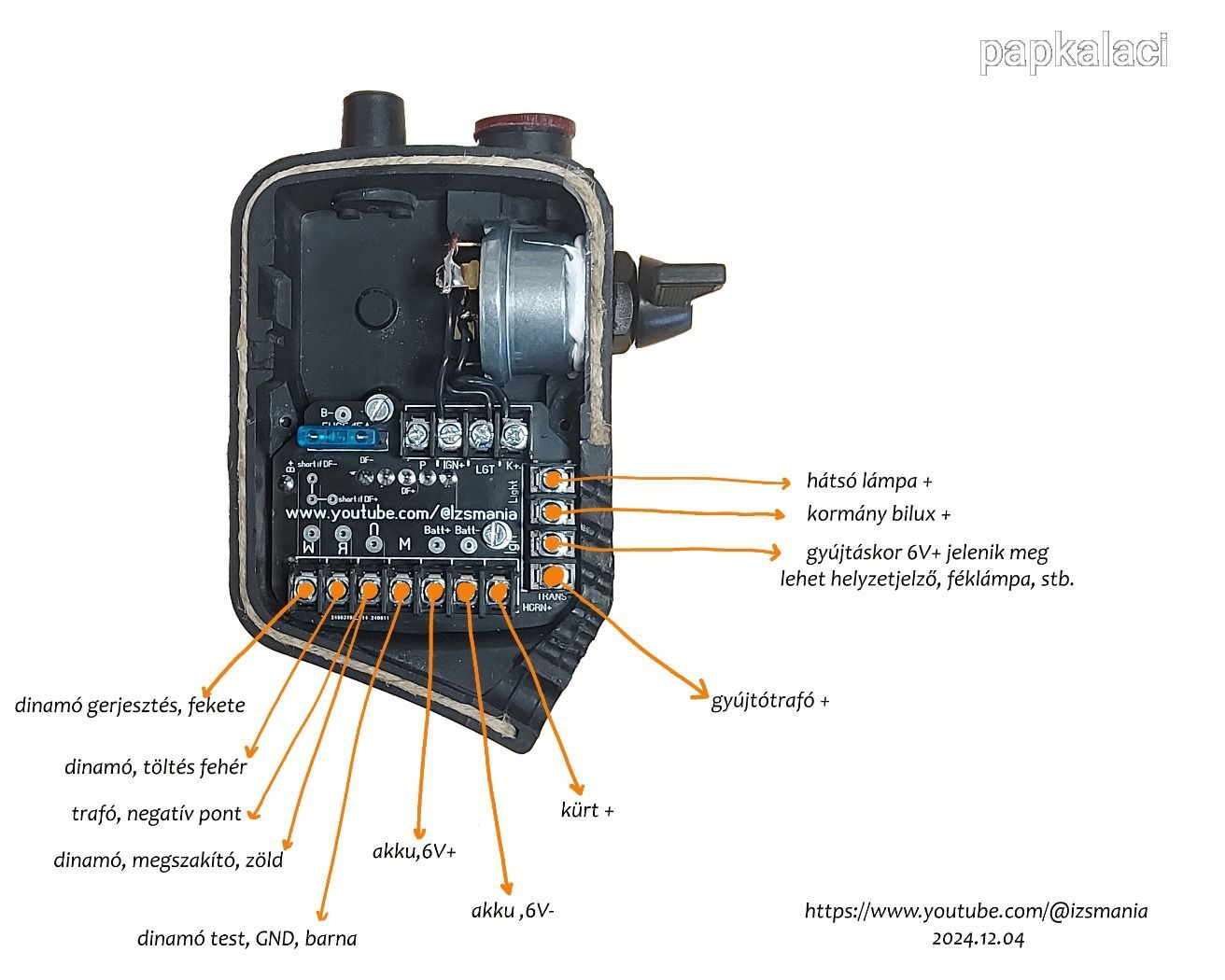
Izs 49, Moszkva K55, DKW NZ350-1, IFA MZ RT 125

  - Izs 49, Moszkva K55, DKW NZ350-1, IFA MZ RT 125alsó állás, gyújtás és világítás

### Anyagok és Kivitelezés
A gyújtásdoboz prémium minőségű anyagokból készült, amelyek ellenállnak a hőmérséklet-változásoknak és a mechanikai igénybevételnek. A gondos tervezés és kivitelezés garantálja a hosszú távú megbízhatóságot.

### Telepítés
A termék telepítése egyszerű, mivel az előre meghatározott gyári csatlakozási pontok révén gyorsan és könnyedén beszerelhető. A gyújtásdoboz csatlakoztatása után a motor azonnal üzemkész állapotba kerül. A bekötési leírás szerint kell eljárni, a tervezés során a legfontosabb irányelv az volt, hogy tökéletes alternatíva legyen a gyári relé helyett, könnyű legyen a bekötése és kizárja a gyári megoldás hátrányait.

### Alkalmazási terület
Ez a gyújtásdoboz ideális választás mindazok számára, akik szeretnék felújítani vagy karbantartani klasszikus IZs 49-350 vagy Moszkva K55 motorjukat. A termék hozzájárul a motor teljesítményének optimalizálásához és megbízhatóságának növeléséhez.

#### Izs49 motorkerékpárok feszültségszabályzása
Az alapvető elektronikai különbség a korai (Izs49 és Izs350) motorok és az első igazi orosz áttervezésű DKW (Izs56) motorok között, a váz polaritása.
Izs 56 előtt a fémtest 6V pozitív potenciálú volt, Iz56 modellel kezdődően áttértek az elterjedtebb fémváz negatív potenciálra. Hibakeresésnél a logika ugyanaz, mégis nagyon meg tudja bonyolítani az életet.

#### Magyar fejlesztés, Izs 49 teljes kapcsolódoboz pótlás, utángyártás egy variációja

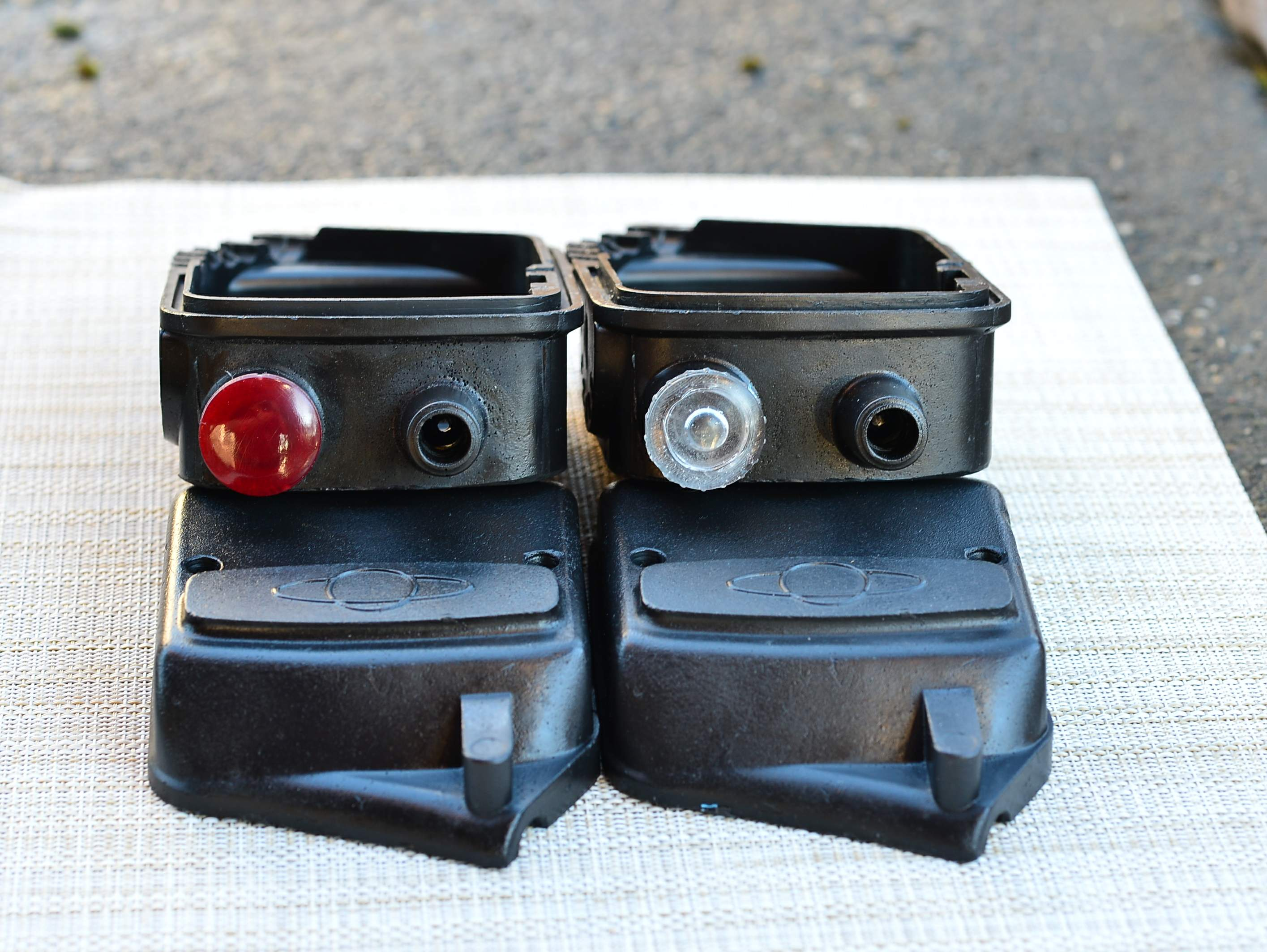
Izs49 utángyártott gyújtásdoboz

2023-ban a börzéken már nem lehet kapni Izs49 gyújtásdobozt. Ha lehet, 80-120ezer forint között mozgott. Emiatt keletkezett egy fejlesztési igény, hobbi szinten, magán keretek között.
Önmagában a doboz kevés, nem lehet pótolni eredeti alkatrésszel a belső elektronikát. Megszületett az ötlet, Izs56 mintára. Gyújtástrafót el kell helyezni a tank alá, így már minden elfér az új dobozban.